# Cauchemar à l'hôtel
Cauchemar à l'hôtel est une émission de télévision française adaptée de l’émission américaine Hotel Hell (en) diffusée sur Fox depuis le 13 août 2012. Elle met en scène le chef-cuisinier Philippe Etchebest. Seuls deux épisodes ont été diffusés en 2013 et 2014.

## Principe
Dans chaque épisode, Philippe Etchebest tente de venir en aide à des hôteliers en difficulté auxquels il tente d'éviter la faillite. Il n'hésite pas à jouer les troubles-fêtes et à invectiver au besoin propriétaires ou membres du personnel afin de leur faire prendre conscience de leurs erreurs et de les rectifier.

## Épisodes
Situation des hôtels au 1er août 2025
- Hôtel en activité
- Hôtel fermé

### Saison 1: 2013
| no | Hôtel     | Situation              | Date de diffusion | Audience               |
| -- | --------- | ---------------------- | ----------------- | ---------------------- |
| 1  | Le Manoir | Aix-les-Bains (Savoie) | 30 octobre 2013   | 3,90 millions (16,3 %) |

### Saison 2: 2014
| no | Hôtel                               | Situation           | Date de diffusion | Audience              |
| -- | ----------------------------------- | ------------------- | ----------------- | --------------------- |
| 1  | L'hôtel-restaurant de l'Agriculture | Bellegarde (Loiret) | 3 juin 2014       | 3,70 millions (16,2%) |